# Rhodinia tenzingyatsoi
Rhodinia tenzingyatsoi is een vlinder uit de familie nachtpauwogen (Saturniidae), onderfamilie Saturniinae.
De wetenschappelijke naam van de soort is voor het eerst geldig gepubliceerd door Naumann in 2001.